# Мичанбаш
Мичанбаш (тат. Мичәнбаш) — село в Сабинском районе Республики Татарстан, в составе Шеморданского сельского поселения.

## Географическое положение
Село находится на реке Малая Мёша, в 19 км к северу от районного центра, посёлка городского типа Богатые Сабы.